# 핵시계

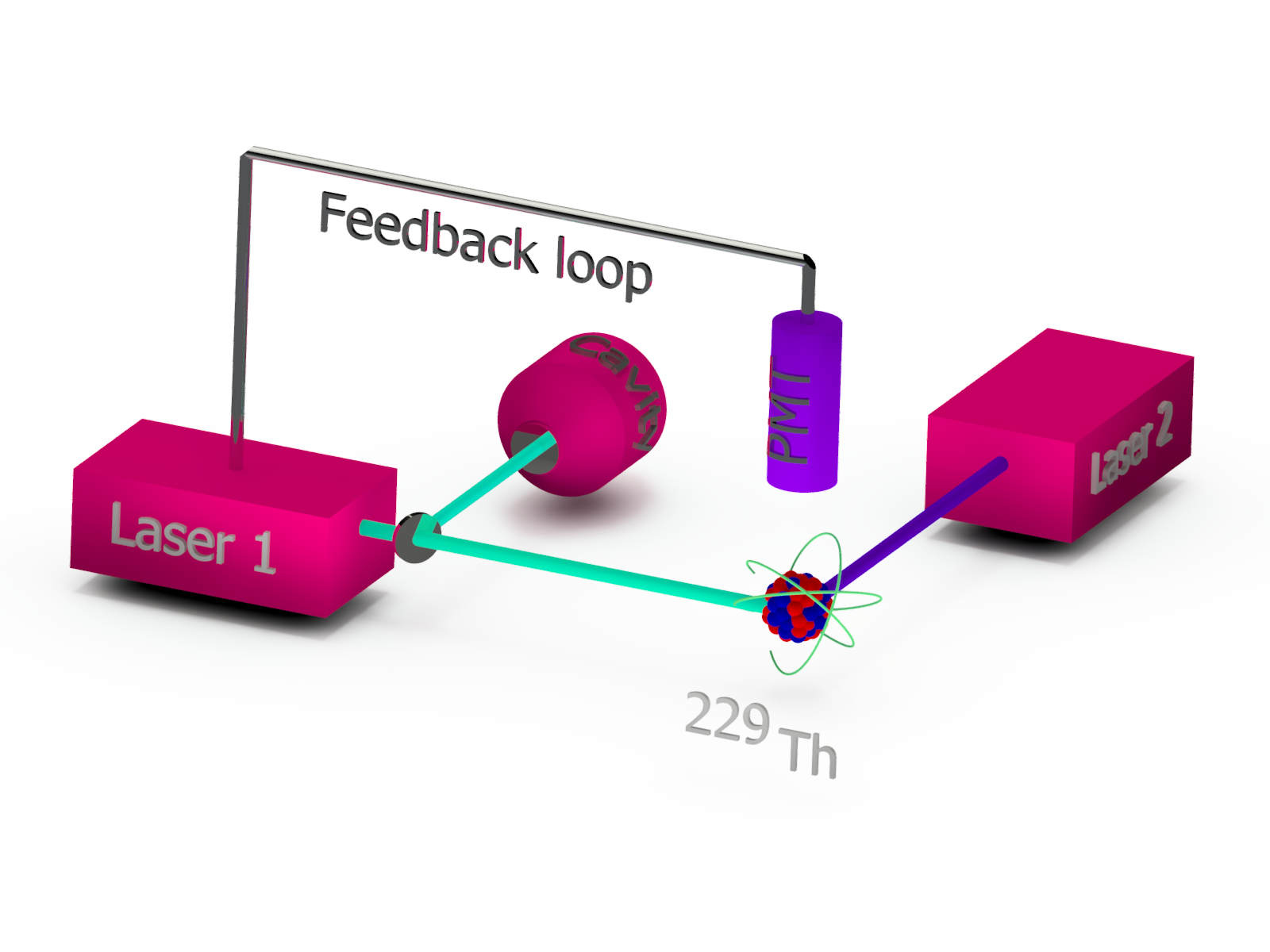

핵시계는 원자핵의 전이 진동수를 이용하는 시계다. 원자 시계가 원자 껍질의 전자 전이 주파수를 사용하는 것과 같은 방식으로 핵 전이 주파수를 기준 주파수로 사용하는 명목 시계이다. 이러한 시계는 달성 가능한 정확도가 10-19 수준에 근접하면서 현재 최고의 원자 시계보다 약 10배 더 정확할 것으로 예상된다. 기존 기술을 이용한 핵시계 개발에 적합한 핵상태는 토륨-229의 핵 이성질체이자 알려진 가장 낮은 에너지 핵 이성질체인 토륨-229m 뿐이다. 약 8eV의 에너지로 해당 바닥 상태 전이는 약 150nm의 진공 자외선 파장 영역에 있을 것으로 예상되며, 이는 레이저 자극(laser excitation)에 접근할 수 있게 한다.